# Качяб Дордже
Петнадесетият Кармапа Качяб Дордже (1871 – 1922) е роден в Шелкар в Тибетската провинция Цанг. Необикновено интелигентното дете имало по рождение малко снопче бели косми между веждите – белег, с който се смята че е роден и самият исторически Буда Шакямуни. Шестгодишен, той е вече разпознат с помощта на писмото от Четиринадесетия Кармапа и скоро след това интронизиран в Цурпху с „церемонията на златния трон“. Първите му учители са Джамгон Конгтрул Лодро Тайе, Джамянг Кхиенце Уангпо и Друкчен Минджур Уангкий Гялпо, както и Деветия Паво Ринпоче. От Джамгон Конгтрул получава приемствеността на стотици томове коментари синтезиращи движението Риме, както и Калачакра Тантра и така оказва силно влияние на развитието на Дхарма.
Петнадесетият Кармапа е първи и единствен от Кармапите, който не е монах. В изпълнение на волята на своите учители Качяб Дордже взима няколко съпруги и децата му се оказват прераждания на високореализирани лами. Впоследствие той разпознава новото прераждане на Джамгон Конгтрул в лицето на собствения си син Карсей Конгтрул. След като възлага продължаването на линията на Джамгон Ринпоче, Ситупа и Палпунг Кхиенце Ринпоче Кармапа се оттеля в медитационно уединение за десет години. Няколко години преди смъртта си той поверява писмото за разпознаване на приемника си на своя доверен помощник Джампал Цултрим.
Основните му ученици са Ситу Падма Вангчук Гялпо, Джамгон Конгтрул Кхиенце Озер, Палпунг Кхиенце Тулку и Гялцап Ринпоче.